# Orchestina ebriola
Orchestina ebriola là một loài nhện trong họ Oonopidae.
Loài này thuộc chi Orchestina. Orchestina ebriola được miêu tả năm 1972 bởi Brignoli.